# Datafizierung
Datafizierung (englisch datafication) ist ein Trend, bei dem mit dem Wachstum des Internets seit den 1990er Jahren Vorgänge in vielen Bereichen der Gesellschaft mit digitalen Daten erfasst, gespeichert und ausgewertet werden. Kenneth Neil Cukier und Victor Mayer-Schönberger haben den englischen Begriff datafication im Jahr 2013 im Zusammenhang mit dem Begriff Big Data eingeführt. Datafizierung als Quantifizierung und "Vermessung der Welt" gehört zwar zu den ältesten Techniken der Menschheit, aber erst die Digitalisierung ermöglichte es, dass mit digitalen Mess- und Speichergeräten nahezu alles erfasst, vermessen und analysiert werden kann.

## Beispiele
Ein Beispiel für Datafizierung ist etwa die Art und Weise, wie Facebook Verbindungen mit Nutzern dazu verwendet, relevante Informationen über diese zu sammeln, und diese anschließend in Daten umwandelt oder wie Google Suchanfragen und Informationsabrufe datafiziert. LinkedIn wandelt professionelle Verbindungen in Daten um und Twitter nutzt Neuigkeiten und Echtzeitinformationen. Außerdem datafiziert die App Waze Informationen in Bezug auf Fahrverhalten und General Electric verwendet Informationen, die zum Beispiel Motoren und Maschinen betreffen.
Aus der Sicht der Science and Technology Studies beinhaltet eine verantwortungsvolle Datafizierung, dass bei der Datafizierung von Alltagspraktiken, bspw. dem Einkaufen mit Kundenkarten, Aushandlungsprozesse ermöglicht werden.
Eine körper- und bewegungsbezogene Datafizierung wird zunehmend auch in der Sportpädagogik angewendet.